# Aristote Nkaka
Aristote Nkaka Bazunga (Ghlin, 27 marzo 1996) è un calciatore belga di origini congolesi, centrocampista del Guangxi Pingguo.

## Carriera

### Club
Cresciuto nei settori giovanili di Mons e Club Bruges, il 16 giugno 2015 firma un biennale con opzione per il terzo anno con il Mouscron-Péruwelz.
Il 31 gennaio 2018 viene acquistato a titolo definitivo dall'Ostenda, con cui firma al 2022.

### Nazionale
Ha esordito con la nazionale under-21 belga il 5 settembre 2017, in occasione della partita di qualificazione all'Europeo 2019 pareggiata per 0-0 contro la Turchia.

## Statistiche

### Presenze e reti nei club
Statistiche aggiornate al 22 marzo 2018.
| Stagione        | Squadra         | Campionato      | Campionato | Campionato | Coppe nazionali | Coppe nazionali | Coppe nazionali | Coppe continentali | Coppe continentali | Coppe continentali | Altre coppe | Altre coppe | Altre coppe | Totale | Totale | Totale |
| Stagione        | Squadra         | Comp            | Pres       | Reti       | Comp            | Pres            | Reti            | Comp               | Pres               | Reti               | Comp        | Pres        | Reti        | Pres   | Reti   |        |
| --------------- | --------------- | --------------- | ---------- | ---------- | --------------- | --------------- | --------------- | ------------------ | ------------------ | ------------------ | ----------- | ----------- | ----------- | ------ | ------ | ------ |
| 2016-2017       | Mouscron        | D1              | 15+9       | 1+1        | CB              | 0               | 0               | -                  | -                  | -                  | -           | -           | -           | 24     | 2      |        |
| 2017-gen. 2018  | Mouscron        | D1              | 16         | 0          | CB              | 1               | 0               | -                  | -                  | -                  | -           | -           | -           | 17     | 0      |        |
| Totale Mouscron | Totale Mouscron | Totale Mouscron | 40         | 2          |                 | 1               | 0               |                    | -                  | -                  |             | -           | -           | 41     | 2      |        |
| gen.-giu. 2018  | Ostenda         | D1              | 5          | 0          | CB              | -               | -               | UEL                | -                  | -                  | -           | -           | -           | 5      | 0      |        |
| Totale carriera | Totale carriera | Totale carriera | 45         | 2          |                 | 1               | 0               |                    | -                  | -                  |             | -           | -           | 46     | 2      |        |

### Cronologia presenze e reti in nazionale
| Cronologia completa delle presenze e delle reti in nazionale ― Belgio under 21 | Cronologia completa delle presenze e delle reti in nazionale ― Belgio under 21 | Cronologia completa delle presenze e delle reti in nazionale ― Belgio under 21 | Cronologia completa delle presenze e delle reti in nazionale ― Belgio under 21 | Cronologia completa delle presenze e delle reti in nazionale ― Belgio under 21 | Cronologia completa delle presenze e delle reti in nazionale ― Belgio under 21 | Cronologia completa delle presenze e delle reti in nazionale ― Belgio under 21 | Cronologia completa delle presenze e delle reti in nazionale ― Belgio under 21 |
| Data                                                                           | Città                                                                          | In casa                                                                        | Risultato                                                                      | Ospiti                                                                         | Competizione                                                                   | Reti                                                                           | Note                                                                           |
| ------------------------------------------------------------------------------ | ------------------------------------------------------------------------------ | ------------------------------------------------------------------------------ | ------------------------------------------------------------------------------ | ------------------------------------------------------------------------------ | ------------------------------------------------------------------------------ | ------------------------------------------------------------------------------ | ------------------------------------------------------------------------------ |
| 5-9-2017                                                                       | Oud-Heverlee                                                                   | Belgio under 21                                                                | 0 – 0                                                                          | Turchia under 21                                                               | Qual. Europeo Under-21 2019                                                    | -                                                                              | 70’                                                                            |
| 10-10-2017                                                                     | Larnaca                                                                        | Cipro under 21                                                                 | 0 – 2                                                                          | Belgio under 21                                                                | Qual. Europeo Under-21 2019                                                    | -                                                                              | 68’                                                                            |
| 14-11-2017                                                                     | Istanbul                                                                       | Turchia under 21                                                               | 1 – 2                                                                          | Belgio under 21                                                                | Qual. Europeo Under-21 2019                                                    | -                                                                              | 10’ 17’                                                                        |
| 22-3-2018                                                                      | Doetinchem                                                                     | Paesi Bassi under 21                                                           | 1 – 4                                                                          | Belgio under 21                                                                | Amichevole                                                                     | -                                                                              | 45’                                                                            |
| Totale                                                                         |                                                                                | Presenze                                                                       | 4                                                                              |                                                                                | Reti                                                                           | 0                                                                              |                                                                                |